# باریکه کارلیا

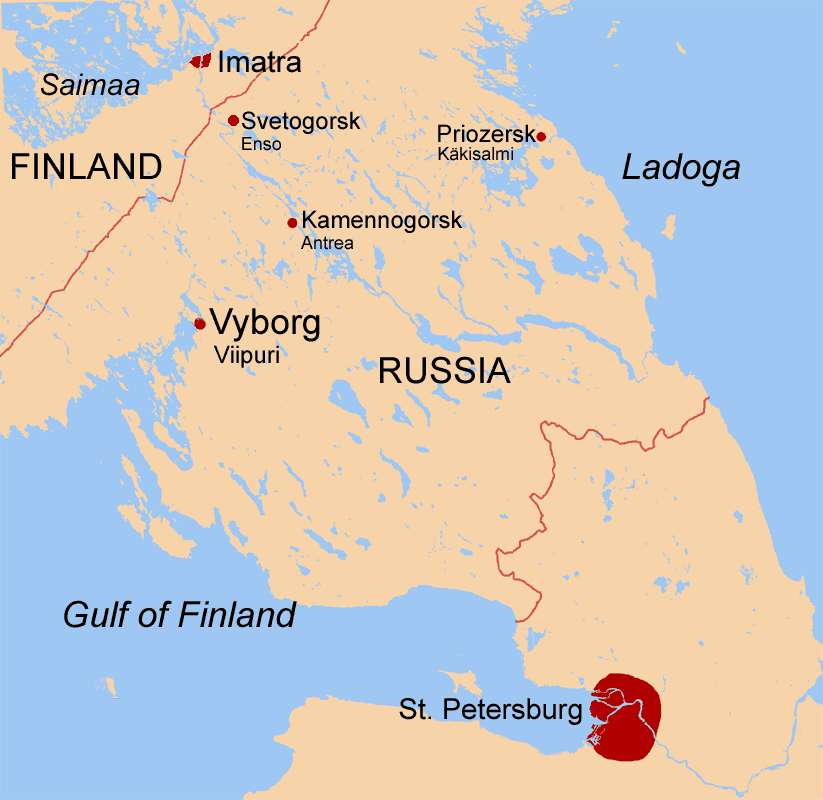
نقشه کارولین ایسموس. برخی از شهرهای مهم، مرز فعلی فنلاند و روسیه در شمال غربی و مرز قبل از جنگ زمستانی در جنوب نشان داده شده‌است.

کارولین ایسموس (روسی: Карельский перешеек) پهنای تقریباً ۴۵ تا ۱۱۰ کیلومتری (۳۰ تا ۷۰ مایل) یک خشکی است که بین خلیج فنلاند و دریاچه لادوگا در شمال غربی روسیه در شمال رودخانه رود نوا قرار دارد.